# TF1大廈

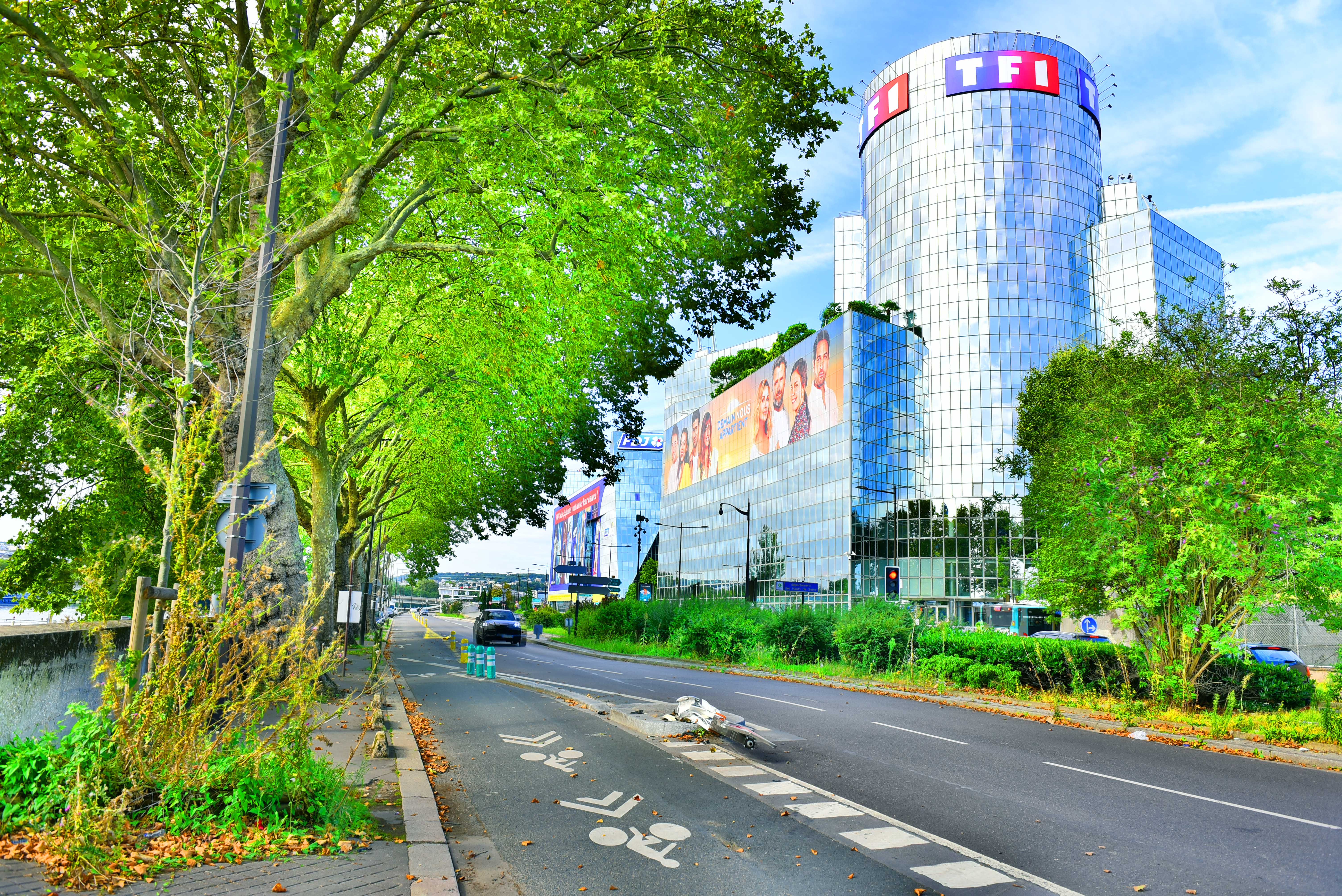
TF1大廈

TF1大廈（法語：Tour TF1）是位於法國巴黎郊區布洛涅-比揚古的一座建築，也是法國電視一台的總部。這座建築共有14層，總樓面面積45,000平方（480,000平方英尺）。TF1大廈竣工於1992年。建築頂部攝像機的巴黎實時映像在TF1的各節新聞中播出。